# Podul Lipcani–Rădăuți-Prut
Podul Lipcani–Rădăuți-Prut este un pod rutier peste Prut și un punct de trecere a frontierei între Moldova și România. Poartă numele lui Grigore Vieru.

## Istoric
Înainte de Al Doilea Război Mondial, 27 de poduri au legat malurile Prutului între teritorile care astăzi aparțin Republicii Moldova și României.
Primul pod, care stabilea o cale de comunicare între localitățile Rădăuți-Prut din România și Lipcani (actual în Republica Moldova), a fost construit în Perioada interbelică spre sfârșitul anilor 1920(în 1937, după o altă sursă). Era un pod metalic, ale cărui deschideri nu depășeau 70 de m, lungimea sa fiind de 246 m. Acesta a fost aruncat în aer în 1941 în timpul retragerii Armatei Roșii din timpul invaziei conduse de germani a Uniunii Sovietice. A fost reconstruit, dar a fost distrus din nou în 1944, de bombardamente.
În 2000, Comisia Europeană a alocat 11 milioane de euro Moldovei și României (din care 8 milioane de euro Republicii Moldova și restul de 3 milioane de euro României) pentru reconstrucția acestuia, care, a fost finalizată în anul 2005. Podul și noul punct de trecere a frontierei dintre România și Republica Moldova au fost redeschise circulației publice în luna februarie 2010.

## Caracteristici
Este situat în apropiere de frontiera triplă, România—Ucraina–Republica Moldova.
Structura, are 246 m lungime și 10,8 m lățime, din aceștia 7,8 metri sunt destinați pentru doua benzi carosabile destinate traficului și câte 1, 5 metri celor două trotuare laterale, destinate pietonilor.
În prezent (2023), podul poate fi folosit doar de vehicule ușoare, chiar dacă parametrii tehnici permit trecerea vehiculelor grele, deoarece România – spre deosebire de Republica Moldova – nu a făcut formalitățile necesare deschiderii podului pentru traficul greu.

## Vezi si
- Relațiile dintre Republica Moldova și România
- Lista punctelor de trecere a frontierei din România
- Zona de Operații Est (România)

## Legături extern
- Serviciul Vamal al Republicii Moldova
- Serial „Podurile Prutului”: Grigore Vieru